# Bachelor of Business Administration
Der Bachelor of Business Administration (BBA) ist ein akademischer Grad, der überwiegend in angloamerikanisch geprägten Bildungssystemen durch ein Studium der Betriebswirtschaftslehre erlangt werden kann. In Deutschland werden anstelle des BBA die akademischen Grade Bachelor of Science oder Bachelor of Arts verliehen. In Double-Degree-Programmen kann der BBA aber zusätzlich von der besuchten Partnerhochschule im Ausland verliehen werden.

## Studieninhalte
Vermittelt werden sowohl die fachlichen Fertigkeiten der Betriebswirtschaft und angrenzender Fachgebiete als auch analytische, methodische und soziale Fähigkeiten.
Zu Beginn werden in BBA-Studiengängen wie in anderen betriebswirtschaftlichen Studiengängen primär Grundlagen zum Beispiel aus den Bereichen Buchführung, Bilanzierung, Betriebswirtschaftslehre, Volkswirtschaftslehre, Marketing, Finanzierung, Controlling, Personalmanagement und Recht inklusive Steuerrecht vermittelt.
Der sich daran anschließende Teil des BBA-Studiums, der in der Regel mehrere Semester umfasst, ist dagegen stark handlungsorientiert ausgerichtet. Dieser Teil des Studiums besteht deshalb zu erheblichen Teilen oder sogar ausschließlich aus Seminaren und teils umfangreichen Projektarbeiten, welche sehr oft in Gruppen über einen längeren Zeitraum (oft einige Monate) bearbeitet werden müssen. Es werden dabei real existierende betriebswirtschaftliche Probleme in Unternehmen oder Märkten bearbeitet und mit einer schriftlichen Arbeit sowie häufig zusätzlich mit einer mündlichen Prüfung in Form eines Kolloquium oder einer Präsentation abgeschlossen.

## Abgrenzung zu anderen Bachelor-Studiengängen
Der Bachelor of Business Administration hat den gleichen Stellenwert wie der Bachelor of Science oder Bachelor of Arts, ist aber noch stärker anwendungsorientiert (siehe Studieninhalte). Studienziel ist neben der Vermittlung von wissenschaftlichen Grundlagen und Methodenwissen die berufspraktische Qualifikationen für verschiedene Tätigkeits- und Berufsfelder der Betriebswirtschaft und des Managements. Im Vergleich zu wissenschaftlich orientierten betriebswirtschaftlichen oder wirtschaftswissenschaftlichen Studiengängen, welche meistens mit einem Bachelor of Science oder Bachelor of Arts abschließen, werden beim BBA umfassende Handlungskompetenzen für alle wirtschaftlichen und administrativen Aufgabenbereiche vermittelt, die für das moderne betriebswirtschaftliche Instrumentarium erforderlich sind.
Studiengänge mit dem Abschluss Bachelor of Science oder Bachelor of Arts werden mit einer Bachelorarbeit, einer wissenschaftlichen Abschlussarbeit, abgeschlossen. Aufgrund der starken anwendungsbezogenen Orientierung werden dagegen viele BBA-Studiengänge ohne eine solche beendet oder die Abschlussarbeit besteht aus einer Projektarbeit oder Studienarbeit aus der Praxis. Abschließendes Ziel der Studien- und Projektarbeiten sind oft das Erarbeiten von Handlungsempfehlungen durch die Studenten (beispielsweise: Wie lässt sich eine bevorstehende Insolvenz eines Unternehmens vermeiden?).
In Deutschland wird der BBA nur von ausländischen Hochschulen im Rahmen eines Double-Degree-Programms in Kooperation mit deutschen Hochschulen vergeben. Hochschulen in Deutschland ist es nach einem Beschluss der Kultusministerkonferenz nicht erlaubt, die Abschlussbezeichnung BBA zu verleihen. Einige staatliche Hochschulen bieten Bachelor-Studiengänge mit dem Namen Business Administration oder Bachelor of Business Administration an, verleihen als akademischen Abschluss aber trotzdem einen Bachelor of Science oder Bachelor of Arts.

## Abgrenzung zum Master of Business Administration (MBA)
Genauso wie der Master of Business Administration (MBA) ist der BBA im Regelfall generalistisch, managementorientiert und international ausgerichtet (siehe Akkreditierungskriterien der FIBAA oder der AACSB für MBA-Studiengänge). Einige Hochschulen weichen davon, ebenso wie das bei vielen MBA-Studiengängen gehandhabt wird, ab und bieten den BBA mit stark ausgeprägten Spezialisierungen, zum Beispiel in Marketing oder Logistik, an. Wie beim MBA werden BBA-Studiengänge häufig ganz oder teilweise ausschließlich in englischer Sprache durchgeführt. Deshalb verlangen die meisten Anbieter bestimmte Mindestpunktzahlen bei Englischtests (zum Beispiel TOEFL, TOEIC).
Im Unterschied zum MBA werden meistens die Fähigkeiten, Problemstellungen des mittleren statt des gehobenen Managements erfasst, analysiert und bearbeitet. Weiterhin sind für den BBA im Regelfall kein abgeschlossenes Studium oder Berufserfahrung erforderlich, auf betriebswirtschaftliche Eignungstests wie beim MBA (z. B. GMAT) wird deshalb verzichtet. Während der BBA in Deutschland nicht vergeben wird, kann der MBA als Weiterbildungsstudiengang in Deutschland absolviert werden.